# Aumontzey
Aumontzey ist eine ehemalige französische Gemeinde mit 475 Einwohnern (Stand 1. Januar 2020) im Département Vosges in der Region Grand Est (bis 2015 Lothringen). Sie gehörte zum Arrondissement Saint-Dié-des-Vosges. Die Bewohner werden Azmontains und Azmontaines oder Asmontains und Asmontaines genannt.
Der Erlass des Präfekten vom 28. September 2015 legte mit Wirkung zum 1. Januar 2016 die Eingliederung von Aumontzey als Commune déléguée zusammen mit der früheren Gemeinde Granges-sur-Vologne zur neuen Commune nouvelle Granges-Aumontzey fest.

## Geografie
Aumontzey liegt in den Vogesen am Oberlauf des Flusses Vologne, eines Nebenflusses der Mosel, etwa 24 Kilometer östlich von Épinal und etwa 19 Kilometer südwestlich von Saint-Dié-des-Vosges.
Umgeben wird Aumontzey von den Nachbargemeinden und der Commune déléguée:
| Laveline-devant-Bruyères |                                             | La Chapelle-devant-Bruyères |
| Jussarupt                | Kompassrose, die auf Nachbargemeinden zeigt |                             |
|                          | Granges-sur-Vologne (Commune déléguée)      |                             |

## Geschichte
Aumontzey wurde erstmals im Jahr 1393 als Amonzei schriftlich erwähnt.
Das Dorf gehörte zur Bailliage von Bruyères, kirchlich aber zur Pfarrei im benachbarten Jussarupt.

## Bevölkerungsentwicklung

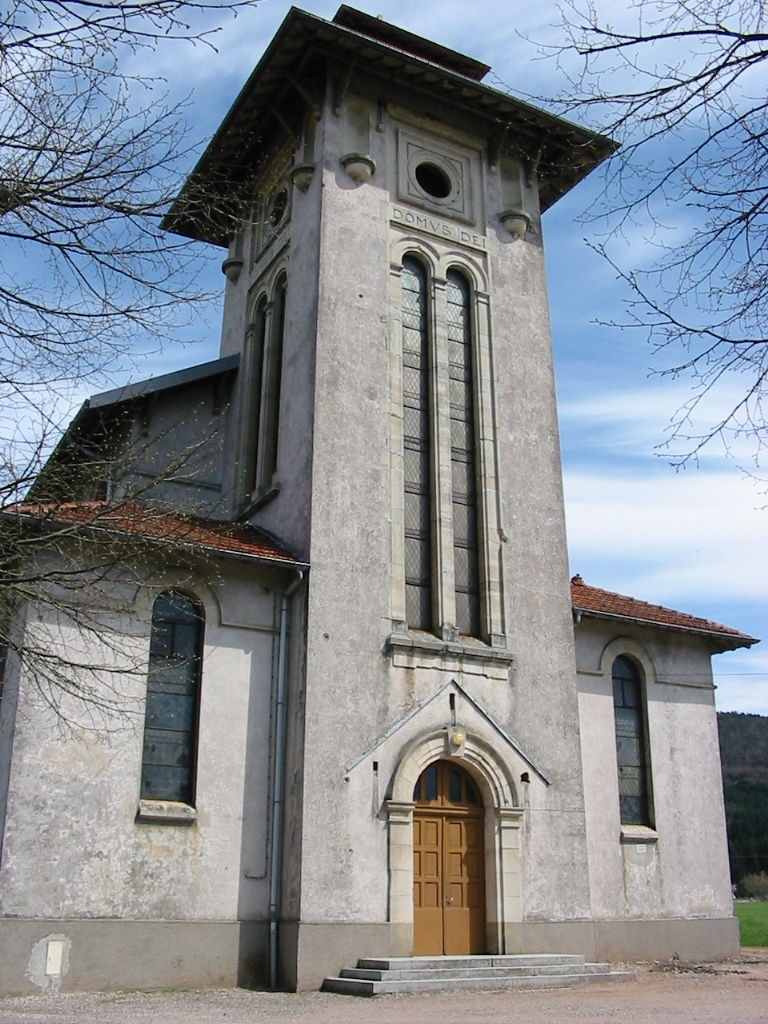
Kirche Notre-Dame-du-Saint-Rosaire

| Aumontzey: Einwohnerzahlen von 1793 bis 2020                                                                               | Aumontzey: Einwohnerzahlen von 1793 bis 2020 | Aumontzey: Einwohnerzahlen von 1793 bis 2020 | Aumontzey: Einwohnerzahlen von 1793 bis 2020 | Aumontzey: Einwohnerzahlen von 1793 bis 2020 |
| --- | -------------------------------------------- | -------------------------------------------- | -------------------------------------------- | -------------------------------------------- |
| Jahr |                                              |                                              |                                              | Einwohner                                    |
| 1793 | 1793                                         |                                              | 157                                          | 157                                          |
| 1800 | 1800                                         |                                              | 142                                          | 142                                          |
| 1806 | 1806                                         |                                              | 174                                          | 174                                          |
| 1821 | 1821                                         |                                              | 197                                          | 197                                          |
| 1831 | 1831                                         |                                              | 204                                          | 204                                          |
| 1836 | 1836                                         |                                              | 228                                          | 228                                          |
| 1841 | 1841                                         |                                              | 265                                          | 265                                          |
| 1846 | 1846                                         |                                              | 257                                          | 257                                          |
| 1856 | 1856                                         |                                              | 249                                          | 249                                          |
| 1861 | 1861                                         |                                              | 251                                          | 251                                          |
| 1866 | 1866                                         |                                              | 335                                          | 335                                          |
| 1876 | 1876                                         |                                              | 354                                          | 354                                          |
| 1881 | 1881                                         |                                              | 379                                          | 379                                          |
| 1886 | 1886                                         |                                              | 370                                          | 370                                          |
| 1891 | 1891                                         |                                              | 407                                          | 407                                          |
| 1896 | 1896                                         |                                              | 395                                          | 395                                          |
| 1901 | 1901                                         |                                              | 486                                          | 486                                          |
| 1906 | 1906                                         |                                              | 587                                          | 587                                          |
| 1911 | 1911                                         |                                              | 586                                          | 586                                          |
| 1921 | 1921                                         |                                              | 501                                          | 501                                          |
| 1926 | 1926                                         |                                              | 492                                          | 492                                          |
| 1931 | 1931                                         |                                              | 500                                          | 500                                          |
| 1936 | 1936                                         |                                              | 496                                          | 496                                          |
| 1946 | 1946                                         |                                              | 444                                          | 444                                          |
| 1954 | 1954                                         |                                              | 452                                          | 452                                          |
| 1962 | 1962                                         |                                              | 469                                          | 469                                          |
| 1968 | 1968                                         |                                              | 459                                          | 459                                          |
| 1975 | 1975                                         |                                              | 505                                          | 505                                          |
| 1982 | 1982                                         |                                              | 450                                          | 450                                          |
| 1990 | 1990                                         |                                              | 436                                          | 436                                          |
| 1999 | 1999                                         |                                              | 442                                          | 442                                          |
| 2006 | 2006                                         |                                              | 466                                          | 466                                          |
| 2013 | 2013                                         |                                              | 481                                          | 481                                          |
| 2020 | 2020                                         |                                              | 475                                          | 475                                          |
| Quelle(n): EHESS/Cassini bis 1999, INSEE ab 2006 Anmerkung(en): Ab 1962 offizielle Zahlen ohne Einwohner mit Zweitwohnsitz |                                              |                                              |                                              |                                              |

## Sehenswürdigkeiten
- Kirche Notre-Dame-du-Saint-Rosaire